# Playstation Eye

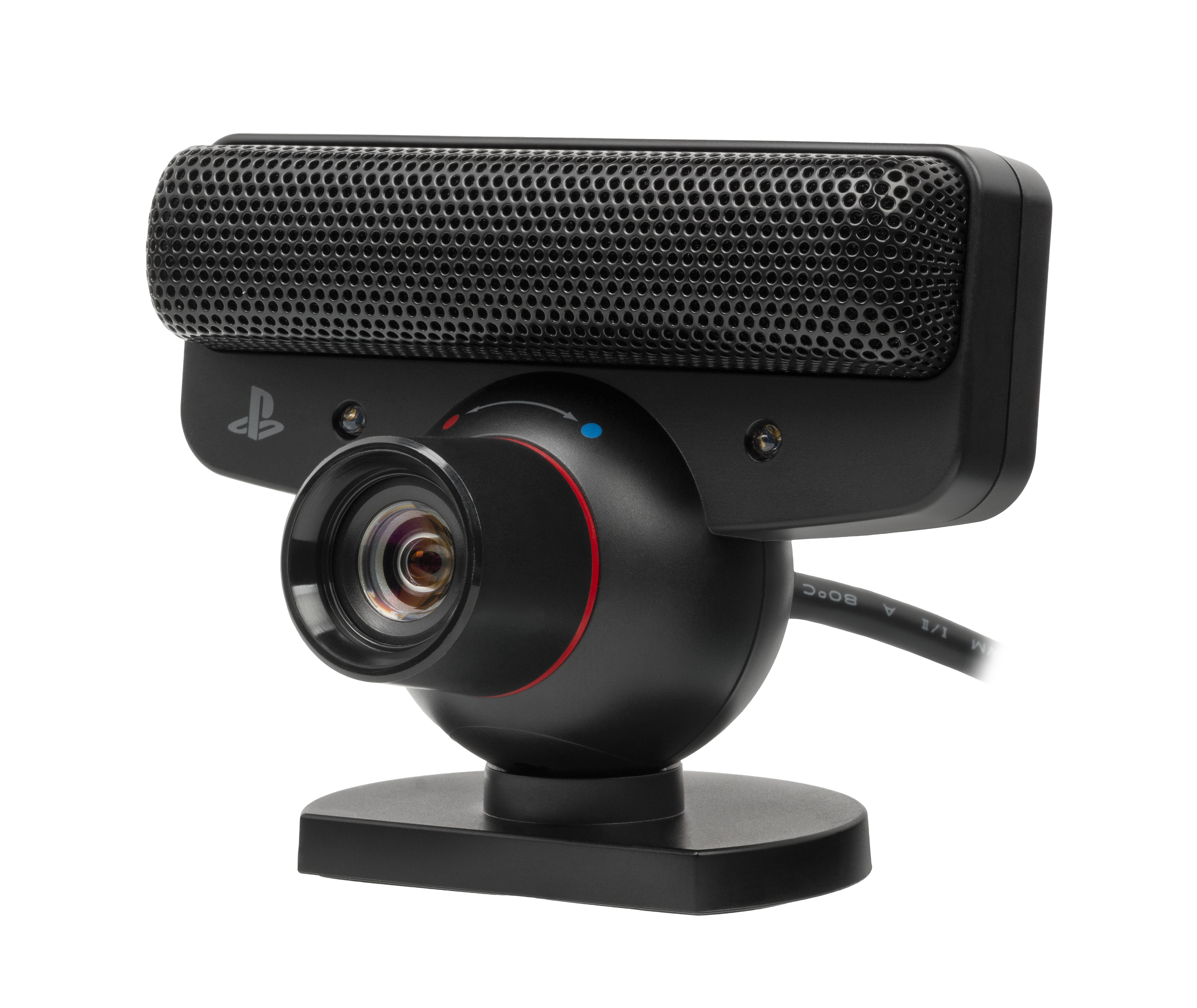
Playstation Eye

PlayStation Eye (varumärkt PLAYSTATION Eye) är en digitalkameraenhet som tillbehör för TV-spelskonsollen PlayStation 3 och efterföljaren till EyeToy för PlayStation 2. PlayStation Eye är konstruerad så att den ska kunna urskilja objekt även i svagt belysta miljöer till skillnad från föregångaren. Kameran förmår att registrera bilder i två olika lägen, 320 × 200 pixlar @ 120Hz respektive 640 × 400 pixlar @ 60Hz.